# Genna (fiume)
Il Genna (pr. Gènna) è un torrente umbro, lungo 20,3 chilometri, con un bacino idrografico di 84,6 km². Costituisce un affluente di sinistra del Nestore ed è il terzo per importanza dopo Caina e Fersinone.

## Descrizione
Il Genna è così descritto nel 1342 dai magistrati perugini:
Nasce alle pendici di Monte Malbe, a 523 m s.l.m. Il suo corso, si svolge interamente nel territorio della provincia di Perugia e termina a Vallicelle nel comune di Marsciano dove sfocia nel Nestore. Attraversa oltre a Perugia, anche alcune località Pila, Boneggio, San Martino in Colle, Villa: in località Via Settevalli vi è edificato un antico ponte sulla strada diretta verso Pila. Nel comune di Marsciano attraversa i centri abitati di Badiola, Villanova e passa vicino ad Olmeto. Il torrente attraversa nel suo alto corso un'area molto urbanizzata per continuare all'interno di una vasta campagna. Per via degli scarichi urbani e zootecnici, è giudicato dall'Arpa Umbria come di qualità "pessima" a causa dell'alto contenuto di sostanze inquinanti nelle acque.

## Criticità
Il torrente versa in condizioni difficili; oltre al notevole carico inquinante delle sue acque si registra anche uno stato di abbandono delle sponde.

## Affluenti
Riceve durante il suo percorso molti piccoli affluenti: Fosso delle Gabetine, Fosso di San Valentino, Rio Vescina, Fosso Acquacaduta,Fosso di San Ilario, Fosso del Pino, Fosso delle Cortine,Fosso di San Vetturino e Fosso di Olmeto. Il maggiore tra questi è il fosso di San Valentino, che si unisce con il Genna sotto alle colline della frazione marscianese di San Valentino della Collina.

## Alluvioni
Importanti piene ci sono state nel 1937, 1973 e 2009, ma la piena che ha scritto la storia del Genna è stata quella del 12 novembre 2012, giornata in cui ha toccato la portata di 74 m³/s, con conseguente blocco delle strade provinciali di raccordo per circa sei ore.